# Reforma Cisneriana
A Reforma Cisneriana é o nome atribuído ao conjunto de mudanças promovidas pelo Cardeal Francisco Jímenez de Cisneros, Arcebispo de Toledo e Inquisidor-Geral do Reino de Castela, na Igreja da Monarquia Católica. A necessidade de reforma da Igreja foi amplamente compartilhadas pelos ambientes humanistas do final do século XV e início do século XVI. As mudanças empregadas por Cisneros possuíam a aprovação e o apoio dos Reis Católicos e não constituíram modificações doutrinárias ou teológicas (Cisneros faleceu em 8 de novembro de 1517, oito dias após Lutero expor suas 95 Teses em Wittenberg), mas uma reorganização institucional e na estrutural clerical, tanto regular como secular, que converteu a Igreja Espanhola em um mecanismo disciplinado, estreitamente vinculados a política e aos interesses da Monarquia durante todo o Antigo Regime. 

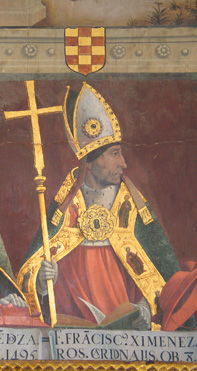
Cardeal Cisneros, promotor das reformas na Espanha.

## Mudanças
A obra reformista de Cisneros começou com a da Ordem Franciscana, da qual foi nomeando provincial antes de ascender ao episcopado.
Depois como Arcebispo de Toledo, empreendeu a refundação da Universidade de Alcalá (em 1508), que se tornou um modelo de formação e reprodução da elite dominante, tanto da burocracia da monarquia quanto da Igreja. 
As reformas na liturgia afetaram o chamado rito moçárabe, incluindo suas manifestações artísticas (canto moçárabe). 
O programa reformista também incluiu, com o propósito de reavivar a religiosidade popular, a tradução para o espanhol de obras selecionadas de teologia, bem como da Bíblia (especialmente as Epístolas e os Evangelhos). Uma obra ambiciosa, a Bíblia Poliglota Complutense (em hebraico, latino e grego), não obteve a difusão esperada.  

## Consequências
As reformas de Cisneros acentuaram ainda mais as já estreitas relações entre a Igreja e o nascente Estado espanhol. A instituição do Padroado levou a subordinação da religião aos interesses da Coroa, incorporando esta na dimensão político-administrativa do Reino. Os reis passaram a selecionar os bispos, permitir ou proibir o estabelecimento de ordens religiosas e a construção de edifícios religiosos, controlar as cobranças de doações e das taxas do dízimo da população, pagar os salários dos sacerdotes e controlar a temida Inquisição. 